# NGC 5138
NGC 5138 (другие обозначения — OCL 902, ESO 132-SC7) — рассеянное скопление в созвездии Центавр.
В скопление NGC 5138 входят 50 звезд ярче 14 величины. Кроме того, в него входят три красных гиганта. NGC 5138 находится в 1,80 кпк от Солнца. Возраст скопления оценивается в ∼1,5×108 лет. Масса кластера оценивается в 448 ± 89 М☉.
Этот объект входит в число перечисленных в оригинальной редакции «Нового общего каталога».